# Рафаелло Джованьйолі
Рафаелло Джованьйолі (італ. Raffaello Giovagnoli; 13 травня 1838, Рим — 15 липня 1915) — італійський письменник, гарібальдієць. Здобув славу романом «Спартак» (1874), яким відкрив великий цикл історичних романів з історії Римської імперії; проте, за винятком «Спартака» вони не мають великої художньої цінності.

## Спартак (роман)
Головні позитивні якості «Спартака» — історизм та, особливо, пафос боротьби. Джованьйолі, знавець римської історії, належав до покоління італійської ліберальної професури, яке почало свою діяльність в епоху воєн за об'єднання Італії (рісорджименто). Це покоління було сповнене героїчно-революційними ідеями Джузеппе Гарібальді.
Джованьйолі вдало опрацював історію повстання Спартака — повстання пригнічених Римською імперією народностей; кінцевий ідеал Спартака у Джованьйолі — звільнення своєї батьківщини, Фракії, з-під влади Риму, — мотив, який для Джованьйолі не втратив актуальності (техніка конспірації в організації Спартака нагадує таку ж у італійських карбонаріїв).
У своїй поетиці Джованьйолі наслідує романтичну традицію. На нього мали сильній вплив Вальтер Скотт та Дюма-батько. Багато чим Джованьйолі зобов'язаний італійським романістам — М. д'Адзельо та Л. Капраніка (1821—1891).
Перекладений багатьма мовами, в Росії «Спартак» зазнав утисків цензури; до 1905 р. друкувався у сильно скорочених переробках як історико-пригодницький роман для юнацтва. Після 1905 р. видавався лівими видавництвами як твір революційної літератури нарівні з «Оводом» і «Записками Лоренцо Беноні», і лише після 1917 р. був виданий повністю.
За романом «Спартак» створено однойменний фільм (1926).